# Мертінешть (Клуж)
Мертінешть, Мертінешті (рум. Mărtinești) — село у повіті Клуж в Румунії. Входить до складу комуни Турень.
Село розташоване на відстані 310 км на північний захід від Бухареста, 14 км на південний схід від Клуж-Напоки.

## Населення
За даними перепису населення 2002 року у селі проживали 383 особи.
Національний склад населення села:
| Національність | Кількість осіб | Відсоток |
| -------------- | -------------- | -------- |
| румуни         | 233            | 60,8%    |
| цигани         | 109            | 28,5%    |
| угорці         | 41             | 10,7%    |

Рідною мовою назвали:
| Мова      | Кількість осіб | Відсоток |
| --------- | -------------- | -------- |
| румунська | 238            | 62,1%    |
| циганська | 103            | 26,9%    |
| угорська  | 42             | 11,0%    |